# Ênio Gonçalves
Ênio Gonçalves (Porto Alegre, 28 de agosto de 1938 — São Paulo, 5 de outubro de 2013) foi um ator, diretor e dramaturgo brasileiro.
Gonçalves era formado em jornalismo. Estudou direção de cinema no Centro Experimental de Cinematografia, em Roma, na Itália, e estreou no teatro em Toda Nudez Será Castigada, sob direção de Ziembinski. Foi casado com a atriz Mara Faustino (1988-2013), e anteriormente fora casado com as atrizes Miriam Mehler (1974 - 1976) e Maria Isabel de Lizandra (1976-1983). Teve duas filhas: Manoela (com Maria Isabel) e Fernanda (com Mara).
Morreu em 5 de outubro de 2013 devido a falência renal após um período de aproximadamente 15 dias de internação no Hospital Sancta Maggiore.

## Carreira

### Televisão
| Ano  | Título                               | Personagem                  | Notas                         | Emissora          |
| ---- | ------------------------------------ | --------------------------- | ----------------------------- | ----------------- |
| 1957 | O Pequeno Lord                       | Mordomo                     |                               | Rede Tupi         |
| 1958 | Grande Teatro Tupi                   | —                           | Episódio: "A Esposa de Otelo" | Rede Tupi         |
| 1958 | Grande Teatro Tupi                   | —                           | Episódio: "O Homem do Estojo" | Rede Tupi         |
| 1958 | TV de Vanguarda                      | Sargento Capelão            | Episódio: "O Preço da Glória" | Rede Tupi         |
| 1958 | TV Teatro                            | Tibúrcio                    | Episódio: "Um Dia de Entrudo" | Rede Tupi         |
| 1965 | Ana Maria, Meu Amor                  | Cajado                      |                               | Rede Tupi         |
| 1965 | O Moço Loiro                         | Otávio                      |                               | TV Cultura        |
| 1965 | Escrava do Silêncio                  | Jean                        |                               | TV Cultura        |
| 1965 | As Professorinhas                    | Nelson                      | [ 5 ]                         | TV Cultura        |
| 1965 | O Tirano                             | Alfredo                     |                               | TV Cultura        |
| 1966 | Sangue Rebelde                       | Fernando                    |                               | TV Cultura        |
| 1966 | A Ré Misteriosa                      | Batista                     |                               | TV Excelsior      |
| 1968 | Ricardinho: Sou Criança, Quero Viver | Rodrigo                     |                               | Rede Bandeirantes |
| 1969 | O Bolha                              | Costa                       |                               | Rede Bandeirantes |
| 1970 | Simplesmente Maria                   | Roberto                     |                               | Rede Tupi         |
| 1971 | Hospital                             | Dr. Flávio                  |                               | Rede Tupi         |
| 1976 | Xeque Mate                           | Aldo Xavier                 |                               | Rede Tupi         |
| 1978 | Salário Mínimo                       | Inácio                      |                               | Rede Tupi         |
| 1979 | Dinheiro Vivo                        | Zé Mario (Guto)             |                               | Rede Tupi         |
| 1980 | O Meu Pé de Laranja Lima             | Comandante Vicente Del Nero |                               | Rede Bandeirantes |
| 1981 | O Resto É Silêncio                   | Marcelo                     |                               | TV Cultura        |
| 1982 | Casa de Pensão                       | —                           |                               | TV Cultura        |
| 1983 | Anjo Maldito                         | Carlos                      |                               | SBT               |
| 1984 | Jerônimo                             | Eduardo                     |                               | SBT               |
| 1985 | A Guerra dos Farrapos                | Domingos José de Almeida    | [ 6 ]                         | Rede Bandeirantes |
| 1986 | Novo Amor                            | Léo                         |                               | Rede Manchete     |
| 1989 | Colônia Cecília                      | Aníbal                      |                               | Rede Bandeirantes |
| 1990 | Boca do Lixo                         | Gilson                      |                               | Rede Globo        |
| 1990 | Brasileiras e Brasileiros            | Júlio                       | [ 7 ]                         | SBT               |
| 1992 | Pedra sobre Pedra                    | Diamantino                  |                               | Rede Globo        |
| 1996 | Antônio dos Milagres                 | Rodolfo                     |                               | CNT               |
| 1998 | Estrela de Fogo                      | Ramiro                      |                               | RecordTV          |
| 1998 | Você Decide                          | —                           | Episódio: "Indecisão"         | Rede Globo        |
| 2006 | Páginas da Vida                      | Oscar                       | Participação especial         | Rede Globo        |
| 2009 | João Miguel                          | Coronel Nonato              |                               | TV Cultura        |

### Cinema
| Ano  | Título                             | Personagem                  |
| ---- | ---------------------------------- | --------------------------- |
| 1964 | Sangue na Madrugada                | —                           |
| 1967 | Cara a Cara                        | Namorado                    |
| 1967 | O Menino e o Vento                 | José Roberto Nery           |
| 1968 | Juventude e Ternura                | Guy                         |
| 1969 | Águias em Patrulha                 | —                           |
| 1969 | Brasil Ano 2000                    | Repórter                    |
| 1975 | Eu Dou o que Ela Gosta             | Marcos                      |
| 1978 | Belas e Corrompidas                | Gardel                      |
| 1980 | As Intimidades de Analu e Fernanda | Gilberto                    |
| 1980 | Viúvas Precisam de Consolo         | Heitor                      |
| 1981 | A Noite dos Bacanais               | Fernando                    |
| 1981 | O Olho Mágico do Amor              | Atila                       |
| 1981 | P.S.: Post Scriptum                | Zélio                       |
| 1982 | A Noite das Taras II               | Rodrigo                     |
| 1982 | Sete Dias de Agonia                | Grilo                       |
| 1982 | Sexo às Avessas                    | Narciso                     |
| 1983 | Doce Delírio                       | José                        |
| 1983 | Onda Nova                          | Cido                        |
| 1983 | Força Estranha                     | Paulo                       |
| 1983 | Tudo na Cama                       | Ricardo                     |
| 1984 | Elite Devassa                      | —                           |
| 1984 | Promiscuidade, os Pivetes de Kátia | Mauro                       |
| 1986 | Filme Demência                     | Fausto                      |
| 1987 | Anjos do Arrabalde                 | Henrique                    |
| 1987 | Instinto Devasso                   | Henrique                    |
| 1988 | Cio dos Amantes                    | —                           |
| 1988 | Com o Andar de Robert Taylor       | Afonso                      |
| 1990 | Atração Satânica                   | Lionel                      |
| 1992 | Gaiola da Morte                    | Senhor                      |
| 1997 | O Amor Está no Ar                  | Inácio                      |
| 2003 | Garotas do ABC                     | Nelson Torres               |
| 2005 | Quanto Vale ou É por Quilo?        | Dom Elísio                  |
| 2007 | A Volta do Regresso                | Marciano                    |
| 2009 | Nova Bandeira Para a Nação         | Membro do Governo           |
| 2011 | O Filme dos Espíritos              | Antônio                     |
| 2012 | O Dia do Camelo                    | Abel                        |
| 2012 | O Homem Sensorial                  | Gunnar                      |
| 2013 | Terno                              | Emiliano                    |
| 2015 | A Praça de Napoleão                | Pepe (lançado postumamente) |

## No teatro[12]
- 1959 - O Corvo
- 1959 - Auto de Natal
- 1961 - Carlota
- 1962 - Auto da Barca do Inferno
- 1962 - Uma Mulher de Gravata
- 1963 - Aonde Vais, Isabel?
- 1965 - Toda Nudez Será Castigada
- 1969 - Antígona
- 1969 - Ai de Vós
- 1972/1973 - A Viagem
- 1973 - Missa Leiga
- 1974 - Bonitinha, mas Ordinária
- 1975 - Réveillon
- 1976 - Dia Torto
- 1976 - 2 ou 3 Buracos
- 1977 - Vem Contudo
- 1980 - Elas Complicam Tudo
- 1994 - Tartufo
- 1995 - Itararé, a Batalha Que Não Houve
- 2004 - Até as Orelhas